# Garçonne (mode)
Pour les articles homonymes, voir Garçonne.

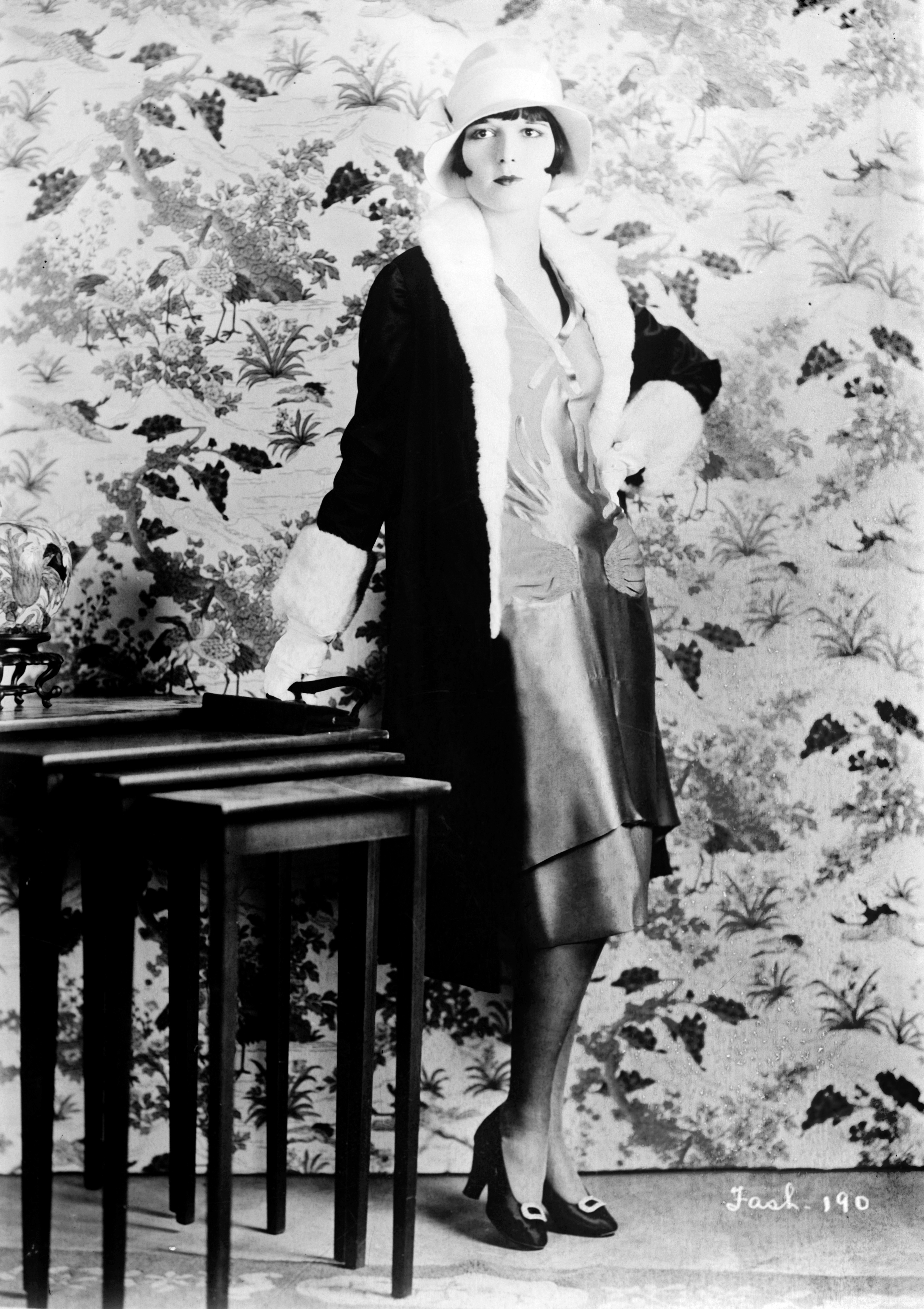
L'actrice américaine Louise Brooks, en 1927.

Le terme garçonne qualifie un courant de mode du XXe siècle qui s'est manifesté pendant les années folles, entre 1919  à la sortie de la Première Guerre mondiale et 1929, début de la crise économique et sociale.
Au-delà d'un style propre aux années 1920, le phénomène garçonne, né de l'émancipation des femmes et d'une revendication pour l'égalité des sexes,, reflète une mutation culturelle dans la représentation du genre féminin qui préfigure la femme contemporaine,.

## Origine
Le nom féminin,, « garçonne » est dérivé de « garçon »,. Il est attesté au XIIIe siècle sous la graphie ‹ garçone ›, au sens de « femme volage »,, mais il ne s'agirait que d'un hapax. Il réapparaît en 1880, dans les écrits de Joris-Karl Huysmans, pour désigner une « jeune adolescente aux formes encore enfantines », avant de devenir populaire avec le succès du roman de Victor Margueritte, La Garçonne, paru en 1922, — roman qui a suscité de nombreux débats au sujet de la nouvelle féminité décrite par l'auteur.
Le terme devient alors synonyme de femme émancipée : active et autonome, libre de ses mouvements — elle sort, danse, fume, a des pratiques sportives ou de plein air, conduit une automobile, voyage —, et aux mœurs libérées, faisant fi des convenances — elle affiche une liaison hors mariage, voire son homosexualité ou sa bisexualité, ou vit ouvertement en union libre.
C'est à Paris qu'émerge le look garçonne, sous l'impulsion de Coco Chanel en particulier. D'autres couturiers ont mis en scène le look de garçonne comme Nicole Groult ou Madame Pangon.
Toutefois, elle choque et « cristallise les fantasmes et les angoisses de la société française des années 1920 et 1930 » note l'historienne Françoise Thébaud. Elle est une figure positive seulement pour quelques féministes radicales et pour les lesbiennes, ces dernières étant davantage visibles dans la capitale. Cette mode ne se limite toutefois pas aux artistes et aux femmes homosexuelles, touchant aussi les milieux populaires urbains, mais peu les campagnes.

## Caractéristiques
L'allure garçonne se caractérise par une silhouette androgyne et longiligne, où ne sont plus marquées ni la poitrine ni la taille, et par le port des cheveux courts.

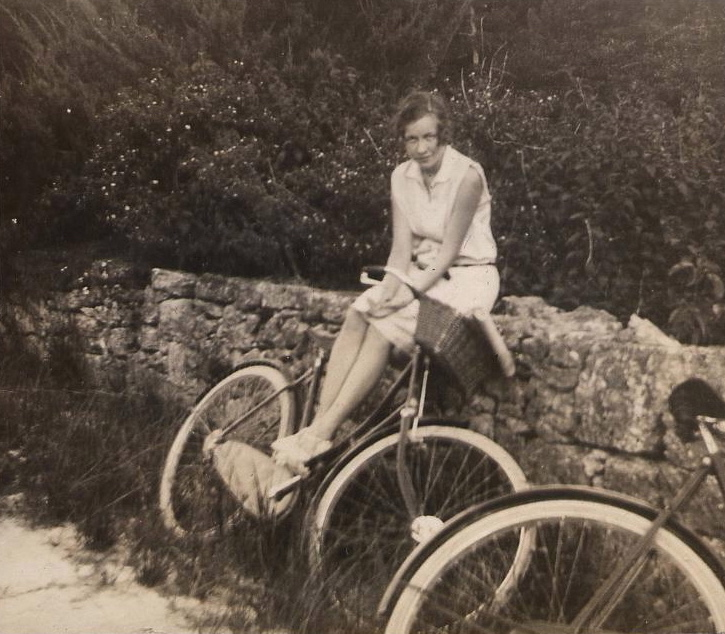
Une femme avec sa bicyclette en 1929 : vêtement et coupe de cheveux courts.

### Le vêtement
La coupe des robes est droite, tubulaire, la taille étant abaissée au niveau des hanches.
Pour la première fois dans l'histoire du costume féminin, les jambes sont découvertes jusqu'aux genoux. En 1924, les jupes sont à environ 26 cm du sol, en 1925 de 30 à 35 cm, en 1926 à 40 cm du sol avant de rallonger progressivement jusqu’en 1930 où elles se stabiliseront à 30 ou 32 cm du sol.
Les frontières entre le vestiaire masculin et féminin s'estompent : le tailleur-jupe se simplifie et se répand ; le chandail et la chemise à col et à manchettes entrent dans la garde-robe féminine ; Coco Chanel introduit le blazer dans sa collection de 1926 ; la robe d'intérieur est remplacée par un pantalon fluide et ample, le pyjama. Certaines femmes endossent même l'habit masculin - avec cravate ou nœud papillon, boutons de manchette, chapeau melon, canne et monocle — incarnant ainsi une garçonne subversive et tapageuse, féministe, parfois lesbienne, dont Georgel fait la caricature dans sa chanson La Garçonne en 1923.
À l'instar de la jupe-culotte adaptée à l'usage de la bicyclette, des vêtements spécialement conçus pour le sport apparaissent, le maillot de bain en particulier. Le « sportswear » est lancé par Jean Patou qui dessine les tenues de la célèbre championne de tennis Suzanne Lenglen, crée les premiers maillots de bain en tricot puis ouvre deux magasins de maillots de bain en 1924,  année des premiers Jeux olympiques d'hiver à Chamonix et des Jeux Olympiques d'été à Paris. En 1927, Elsa Schiaparelli présente une collection Pour le sport dont les « sweaters »  en tricot ornés d'un nœud de cravate en trompe-l'œil remportent un succès immédiat. 

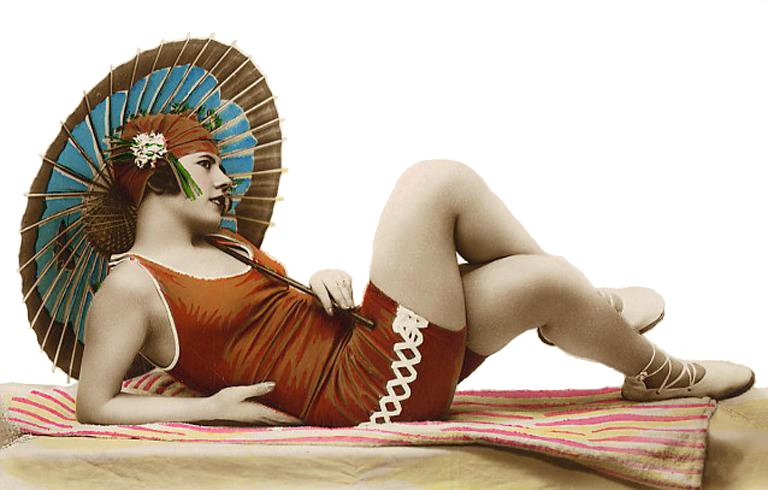
Un modèle de maillot de bain des années 1920.

Le jersey, textile tricoté de bonneterie jusque-là réservé à la confection de sous-vêtements, est adopté dès 1916 par Chanel pour les tenues de jour. Sonia Delaunay se distingue dans la création textile avec des motifs géométriques et des couleurs vives et contrastées dans le courant de l'Art déco. Pour les tenues habillées du soir, les matériaux utilisés sont luxueux : le lamé, le strass et la broderie sont très fréquents, ainsi que la plume d'autruche pour les boas et éventails.

### Le sous-vêtement
La libération du corps va de pair avec l'allégement du sous-vêtement. Contesté par les hygiénistes, supprimé pour la première fois par Paul Poiret, le corset a disparu. Il est réduit à une gaine souple qui ne monte pas plus haut que la taille et ne descend plus jusqu'à mi-cuisse mais seulement jusqu'à l'aine, ou bien il est remplacé par un porte-jarretelles et un soutien-gorge ou par une simple combinaison-culotte fluide au milieu des années 1920. La minceur s'imposant, les femmes recourent au besoin à un bandeau pour aplatir la poitrine.
Avec le raccourcissement du vêtement, jupons et culottes à jambes ont été abandonnés et les bas en fil épais ont été supplantés par des bas de soie qui, tout à la fois, imitent, voilent et révèlent la nudité. Au milieu des années 1920, ils se portent roulés autour d'une jarretière au-dessus du genou.

### La coiffure
La mode des cheveux courts se répand dans toute la société : une femme sur trois en 1925. Le phénomène fait l’objet d’une chanson de Dréan en 1924, Elle s'était fait couper les cheveux, et le thème de la chevelure coupée au profit d'une séduction androgyne est repris dans un roman d'Abel Hermant de 1927, Camille aux cheveux courts. Aux États-Unis, une nouvelle de F. Scott Fitzgerald parue en 1920, Berenice Bobs Her Hair (Bérénice se fait couper les cheveux), évoquait déjà le sujet.
« À la garçonne » devient le qualificatif d'une coupe de cheveux courte, en particulier de la coupe au carré à ras des oreilles, variante de la « coupe à la Jeanne d'Arc » lancée par le coiffeur Antoine.

### Les accessoires

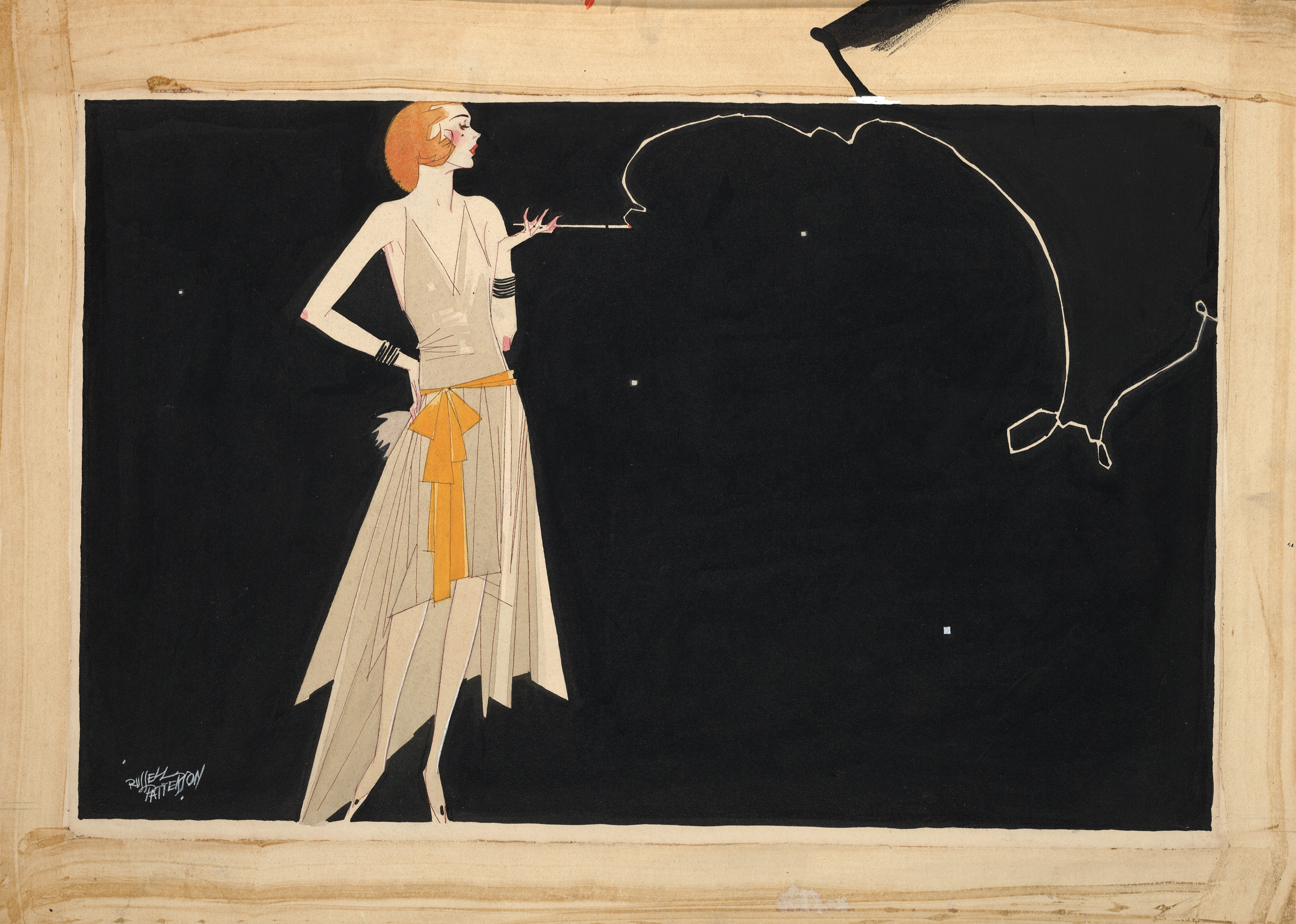
Une garçonne des années 1920 : Where there's smoke there's fire (Il n'y a pas de fumée sans feu) par Russell Patterson.

Différents modèles de petits chapeaux emboîtants et portés bas sur le front complètent les tenues : cloche, casque, calot, toque, bonnet d'automobiliste. 
Le cou et la nuque dégagés, ainsi que des robes à dos nu, mettent en valeur les pendants d'oreilles. Les sautoirs et colliers longs, ou encore de longues écharpes fluides « à la Isadora Duncan », participent à l'étirement général de la ligne. Les bras dénudés se parent d’une accumulation de bracelets rigides. 
L'étui à cigarettes et le fume-cigarette deviennent de nouveaux accessoires féminins.

### Les cosmétiques
Bien que la silhouette se fasse sobre et androgyne, les produits de beauté se développent et le maquillage est plus soutenu. Sur une peau hâlée, les sourcils sont épilés, les yeux sont fardés avec du khôl et avec du mascara épaississant les cils, la bouche est accentuée. Le Rouge baiser fait son apparition en 1927, en même temps que le petit tube de rouge à lèvres.
La première crème après bain de soleil est lancée par Nivea en 1922 et la première huile solaire qui protège l'épiderme, Huile de Chaldée, est créée en 1927 par Jean Patou. Celui-ci lance également le premier parfum unisexe, Le Sien, en 1929, dont la publicité est illustrée par une golfeuse et le slogan « For her for him ». Dès 1919,  Caron osait proposer aux femmes Tabac Blond d'Ernest Daltroff.

## États-Unis: les flappers
Durant les années 1920-1930, le même phénomène apparaît aux États-Unis sous le nom de flappers. Les flappers sont des jeunes femmes qui s'émancipent de l'autorité masculine. Les éléments vestimentaires sont les mêmes qu'en Europe et la coupe de cheveux est courte. Dans les comic strips de l'époque, la flapper est très présente et beaucoup ont le rôle principal. On retrouve les flappers dans des séries comme Flapper Fanny Says d'Ethel Hays et dans des séries de Dot Cochran, Gladys Parker ou Virginia Huget. La crise de 1929 met fin brusquement aux Années folles et les flappers disparaissent, ce qui se marque aussi dans les comic strips. Certains à succès cependant continuent encore quelques années mais ils ne reflètent plus la réalité des jeunes femmes américaines.

## Personnalités représentatives
En France pendant les années folles, Coco Chanel est l'égérie, autant par sa façon de s'habiller que par sa façon d'être. 
Colette, qui a porté les cheveux courts dès 1902, la banquière Marthe Hanau, la championne Violette Morris, Suzy Solidor à la silhouette sculpturale et Kiki de Montparnasse incarnent également la garçonne.
En peinture, plusieurs portraits de Kees van Dongen sont révélateurs — l'une de ses toiles est d'ailleurs intitulée La Garçonne (vers 1912). De nombreuses toiles de Tamara de Lempicka illustrent aussi très bien les garçonnes, en particulier St Maurice (vers 1929) et le célèbre autoportrait Tamara à la Bugatti verte (1925).
Des actrices du cinéma hollywoodien sont devenues les icônes du genre : Marlene Dietrich, Greta Garbo, Joan Crawford, Clara Bow qui vivait ouvertement en union libre, et surtout Louise Brooks et sa coupe de cheveux au carré avec frange.

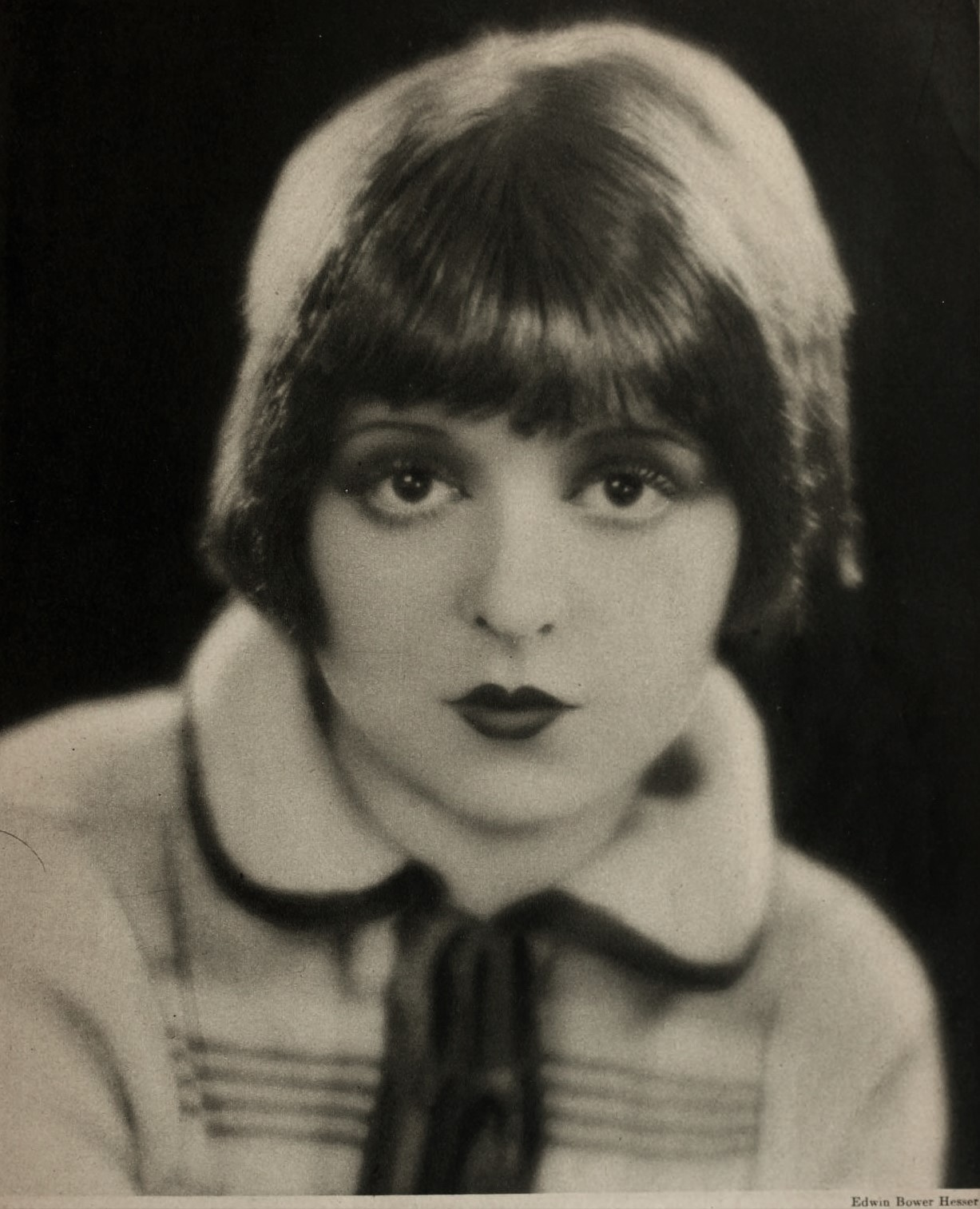
Clara Bow en 1924.
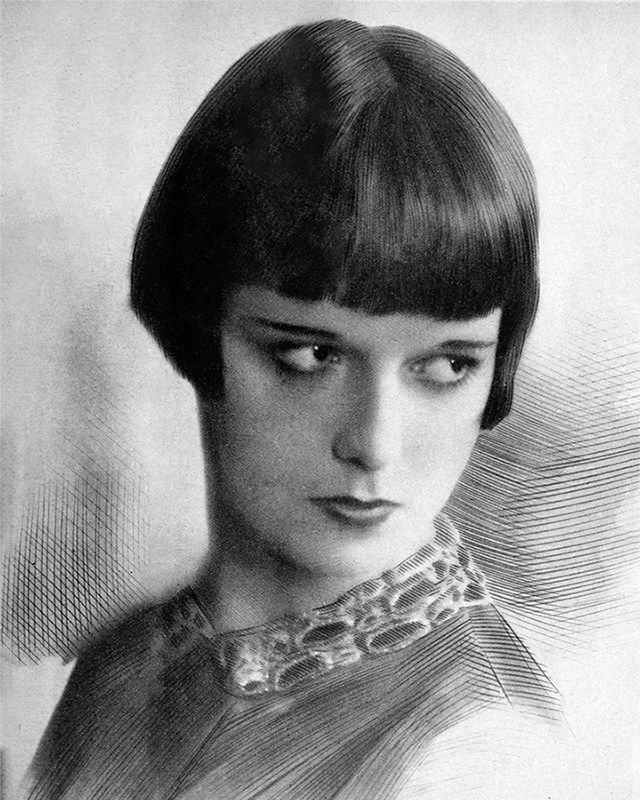
Louise Brooks dans Picture Play Magazine en 1926.
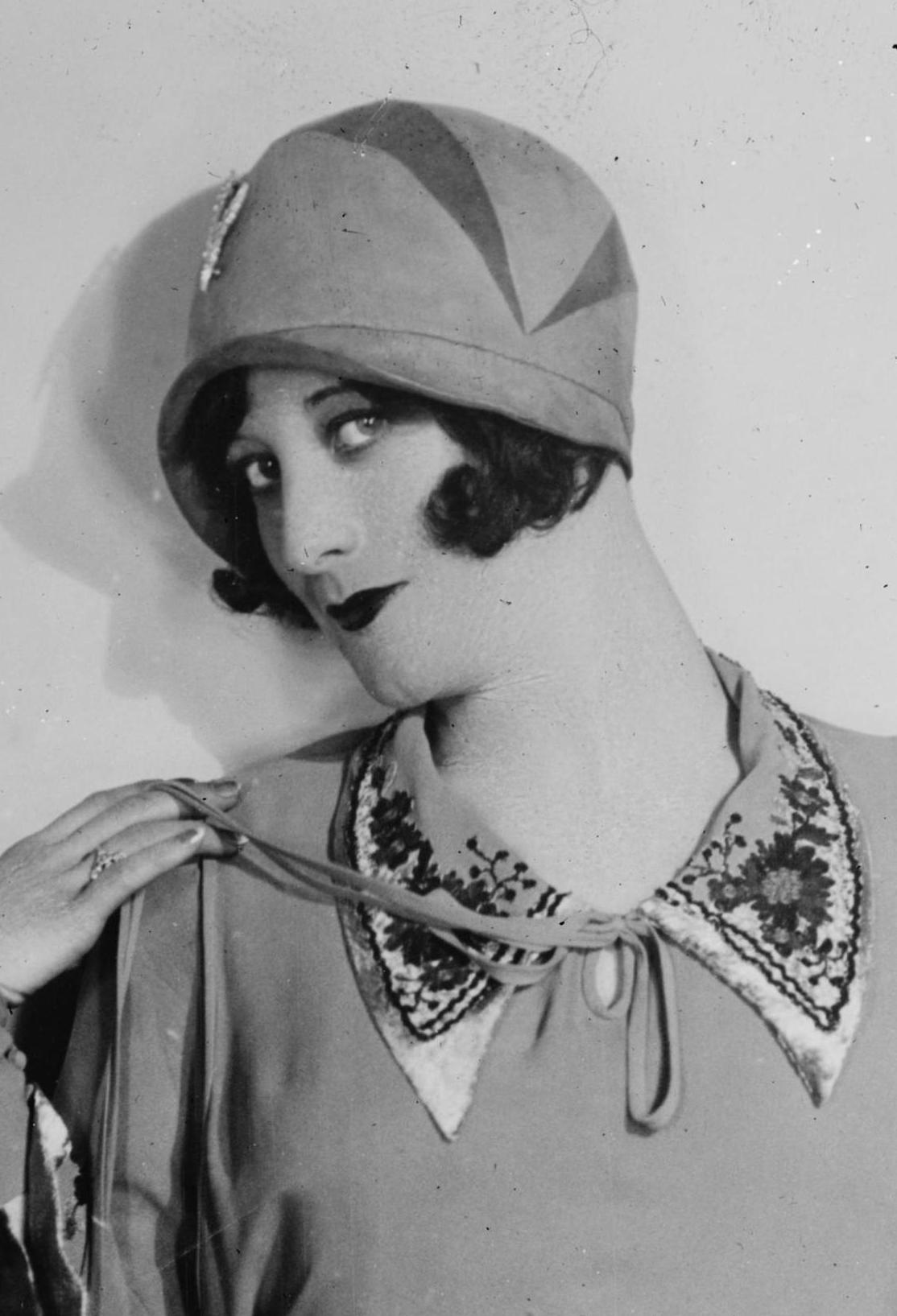
Joan Crawford en 1927.